# Tuchotice
Tuchotice (německy Tuchotitz) jsou malá vesnice, část obce Vidice v okrese Kutná Hora ve Středočeském kraji. Nachází se asi dva kilometry severovýchodně od Vidic. Tuchotice je také název katastrálního území o rozloze 3,32 km². V katastrálním území Tuchotice leží i Karlov t. Doubrava.

## Historie
První písemná zmínka o vesnici pochází z roku 1303.

## Obyvatelstvo
| Rok            | 1869 | 1880 | 1890 | 1900 | 1910 | 1921 | 1930 | 1950 | 1961 | 1970 | 1980 | 1991 | 2001 | 2011 | 2021 |
| -------------- | ---- | ---- | ---- | ---- | ---- | ---- | ---- | ---- | ---- | ---- | ---- | ---- | ---- | ---- | ---- |
| Počet obyvatel | 219  | 210  | 194  | 180  | 180  | 191  | 167  | 106  | 102  | 81   | 66   | 47   | 38   | 38   | 52   |
| Počet domů     | 31   | 33   | 33   | 34   | 35   | 35   | 37   | 36   | 36   | 28   | 20   | 27   | 30   | 31   | 30   |

## Obecní správa
Při sčítání lidu v letech 1850–1949 Tuchotice byly samostatnou obcí v okrese Kutná Hora. Od roku 1950 jsou částí obce Vidice v okrese Kutná Hora.

## Fotogalerie

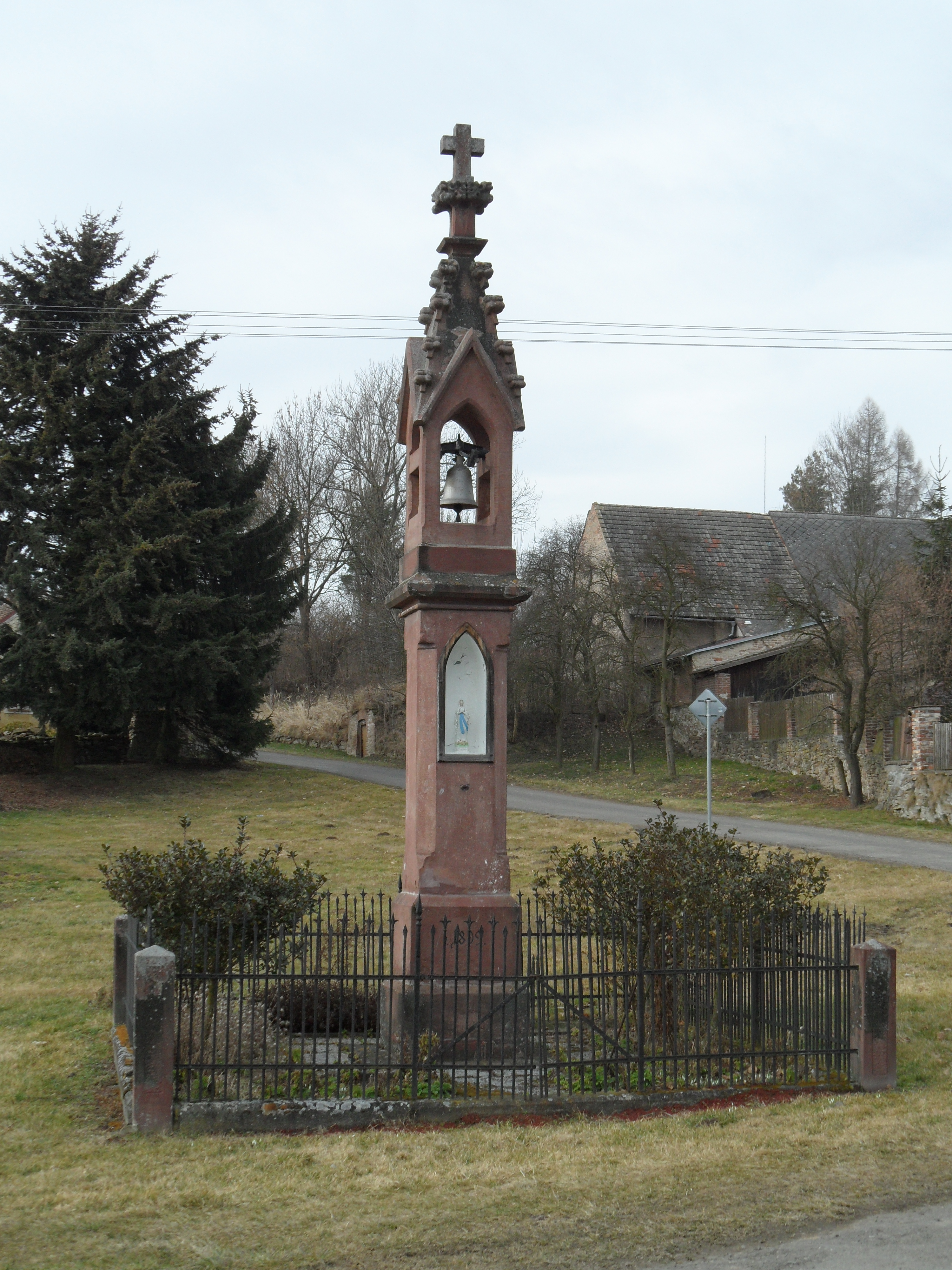
Zvonička na návsi
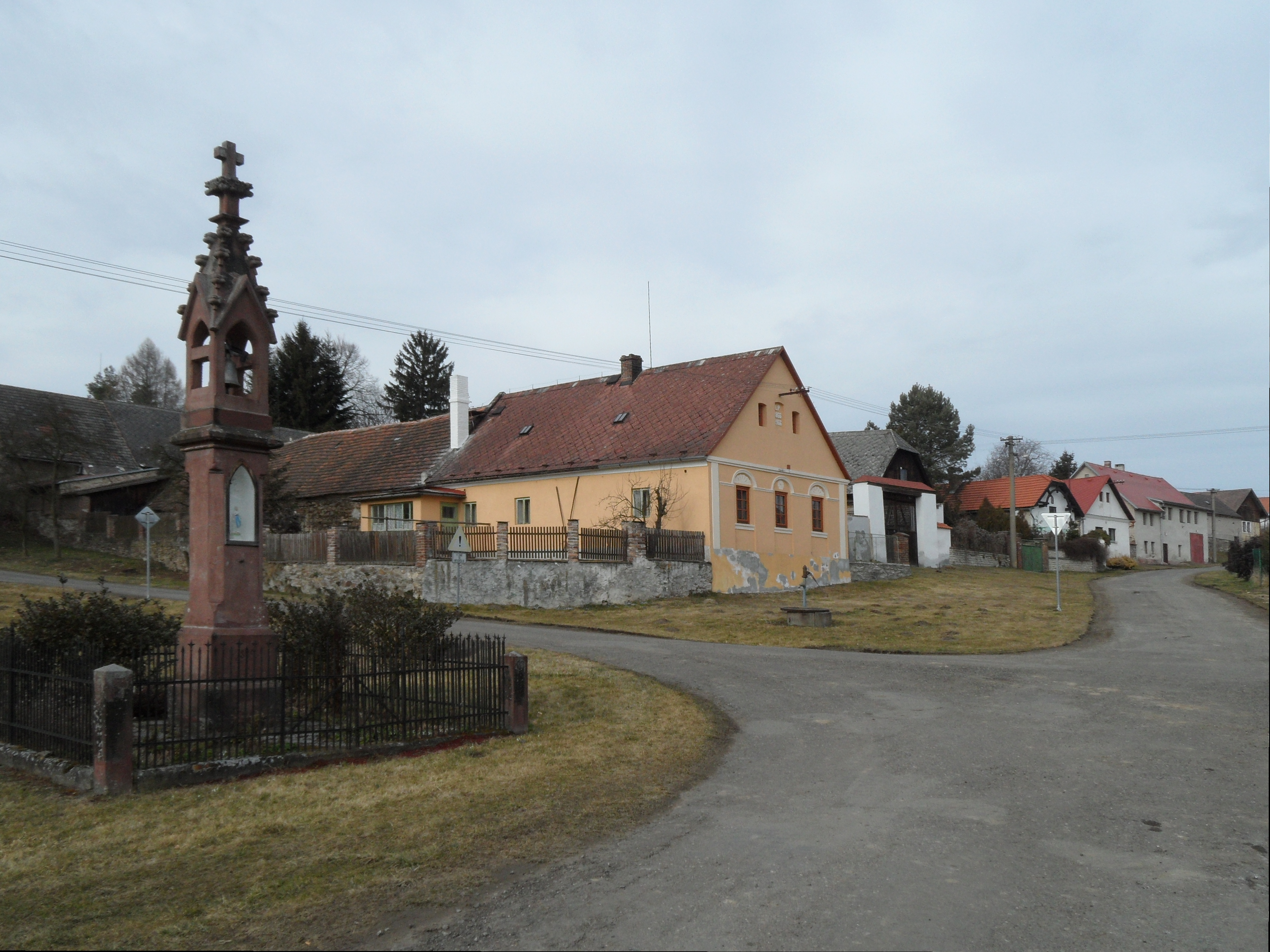
Horní část návsi
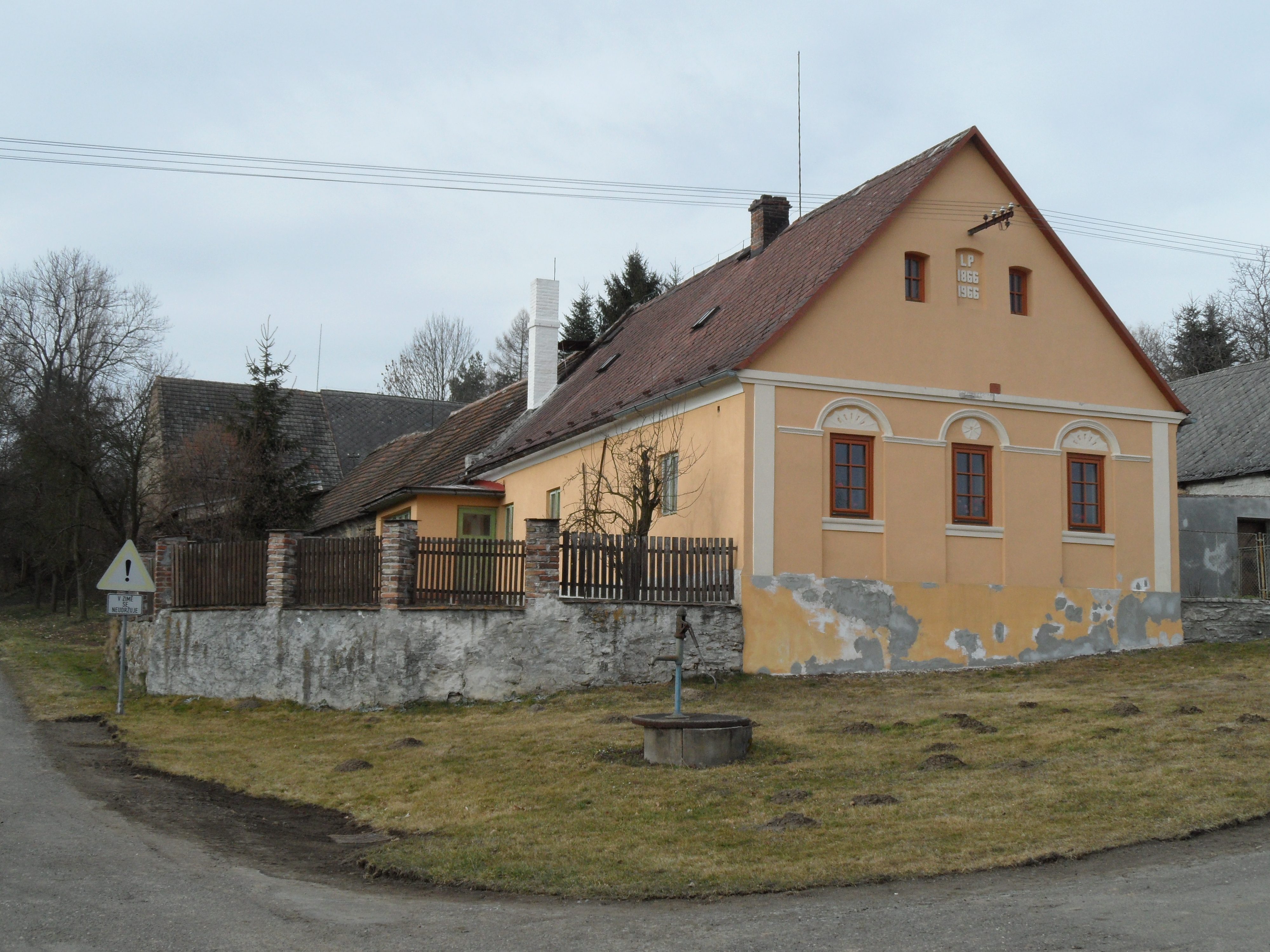
Dům čp. 7
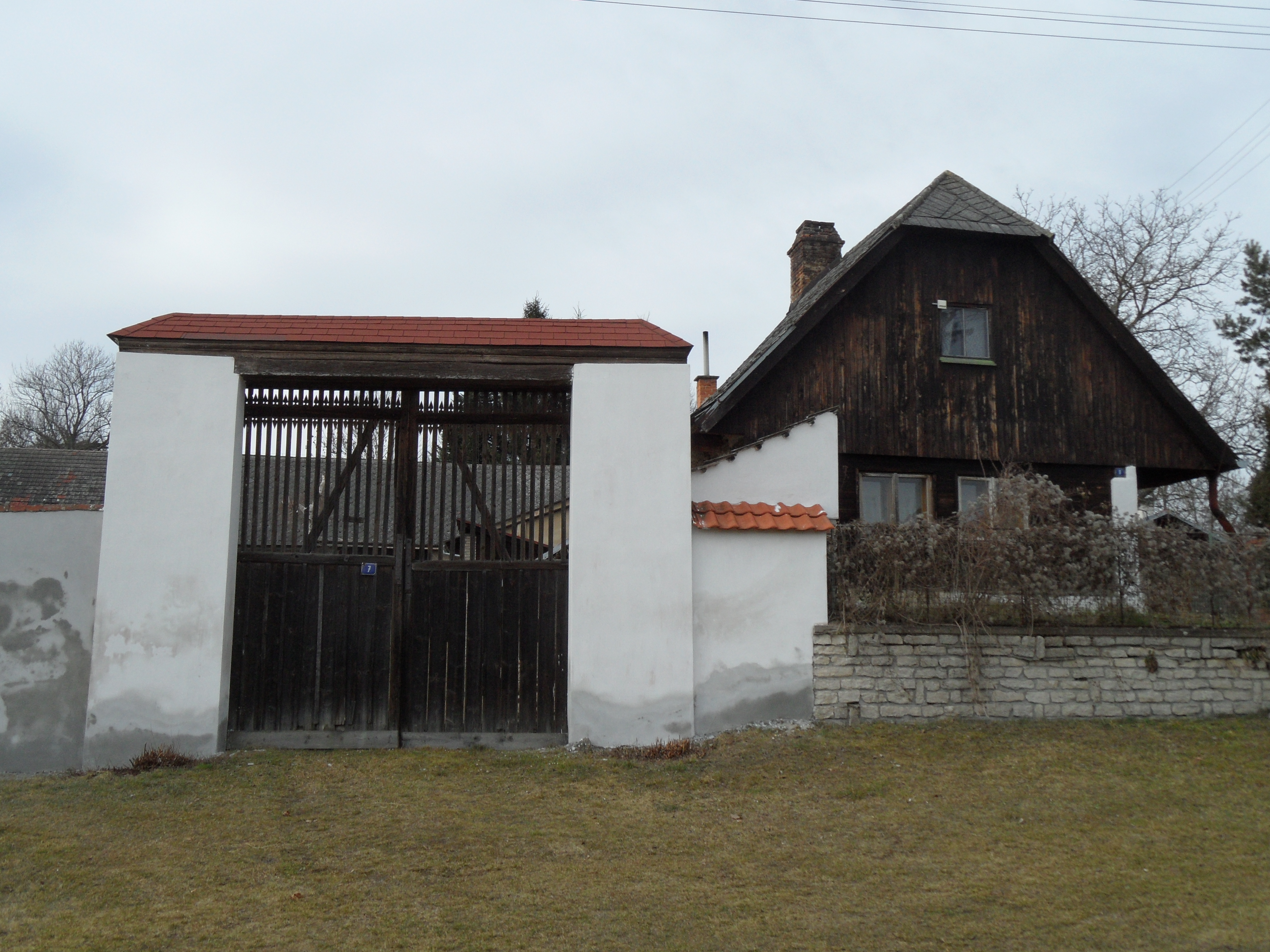
Dům čp. 8
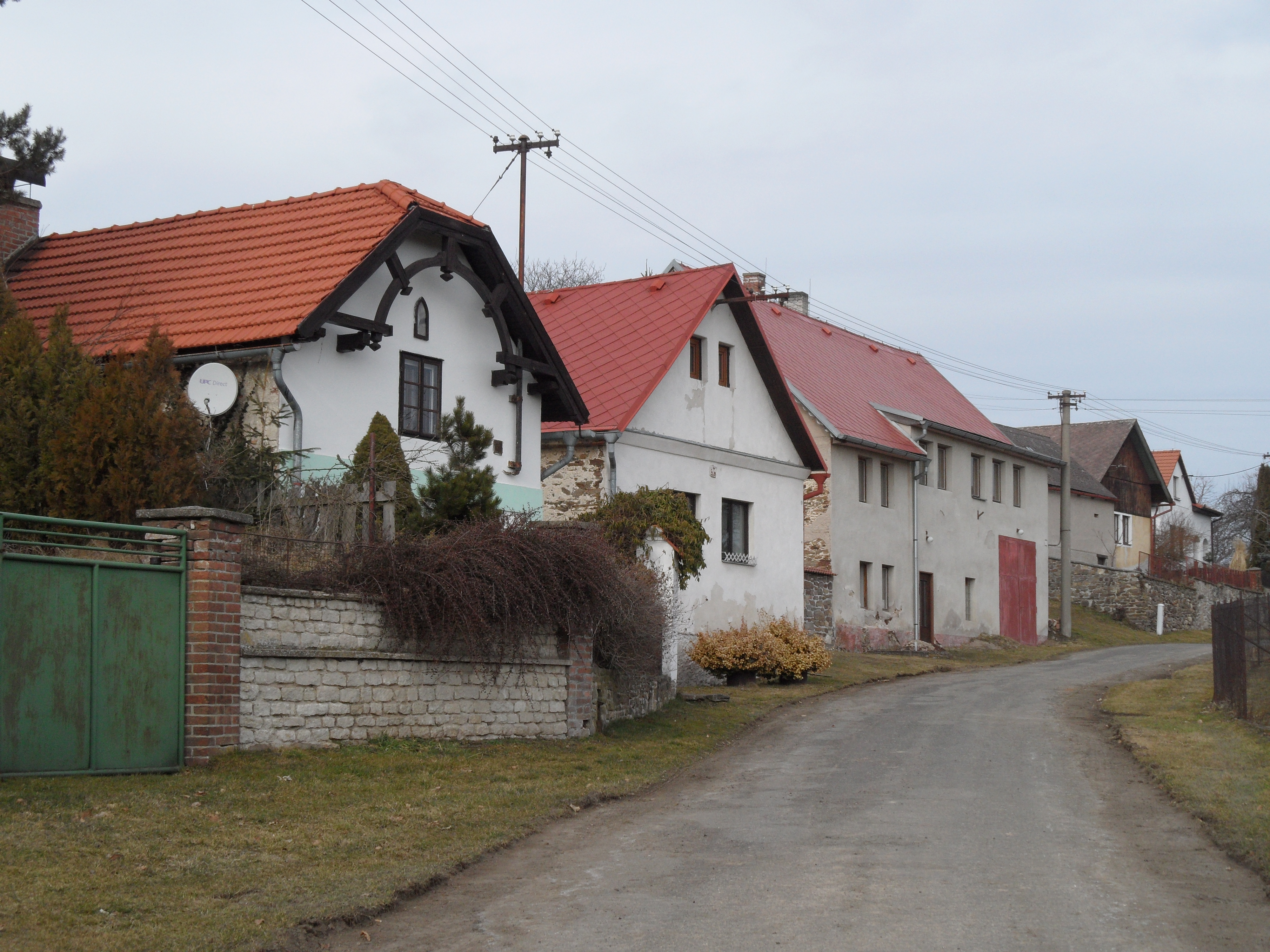
Horní část obce
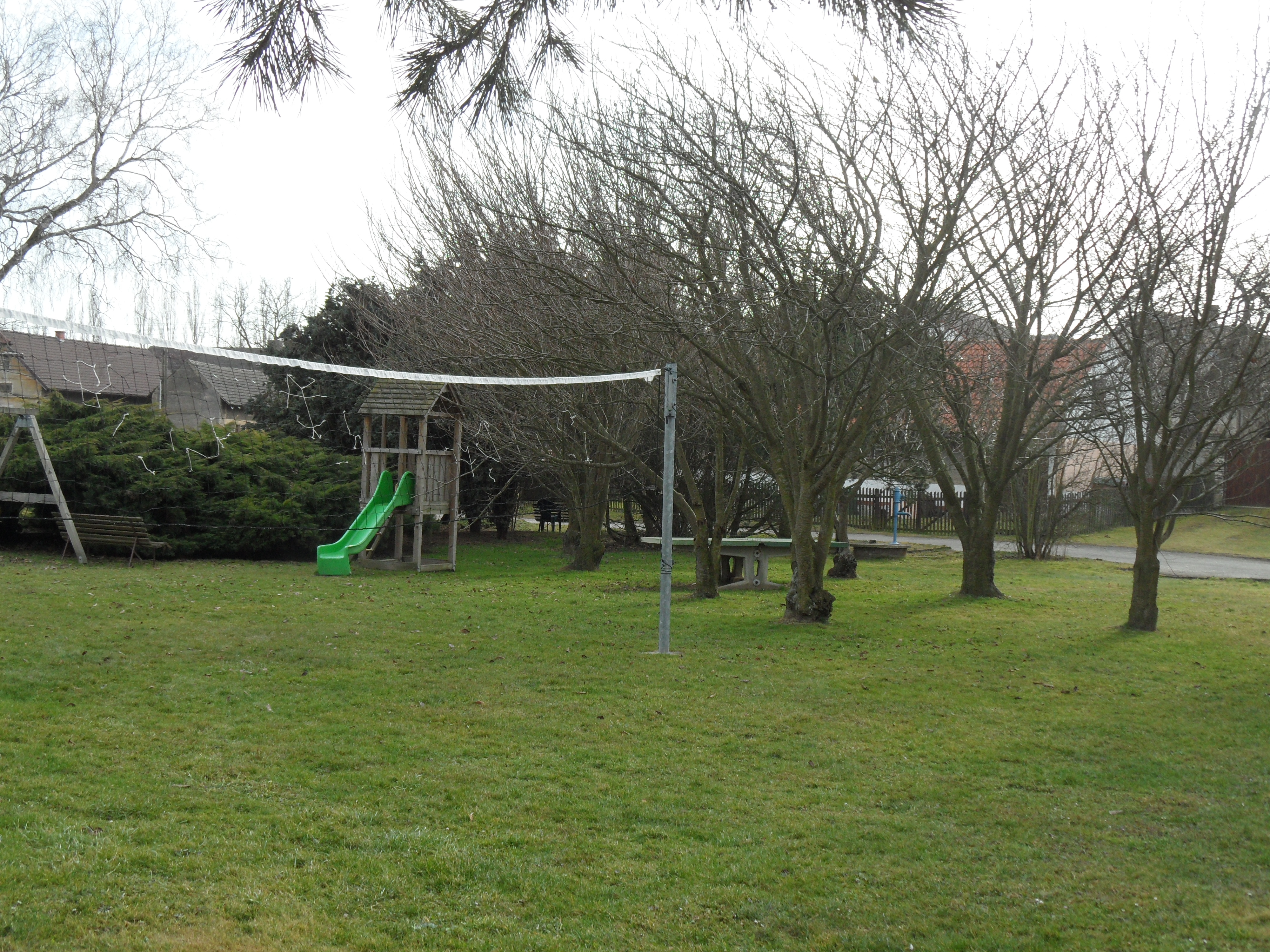
Dětské hřiště
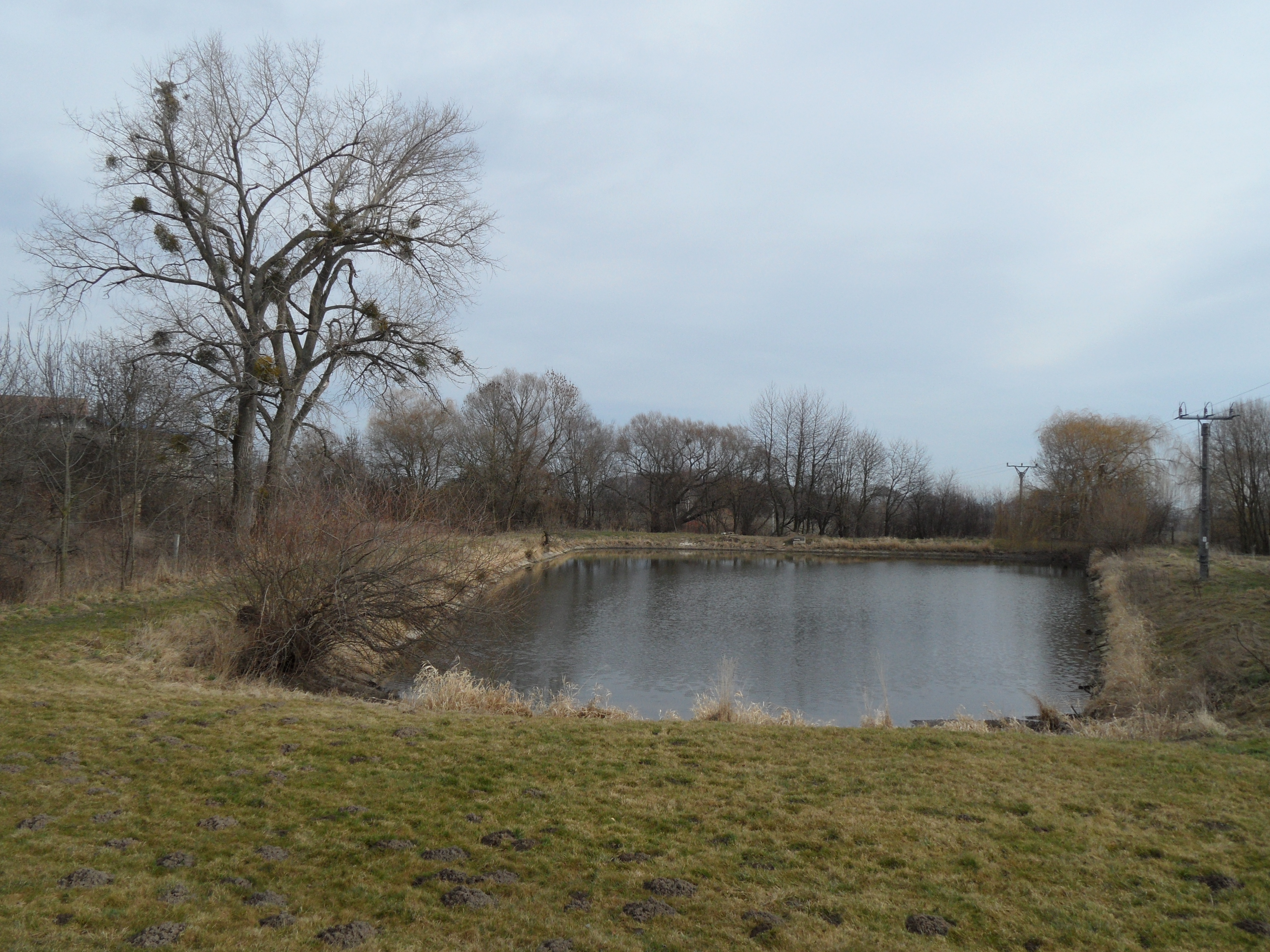
Rybníček pod návsí